# Geografia di Andorra

Mappa del Principato di Andorra.

Il Principato di Andorra è un piccolo Stato senza sbocco sul mare situato nel sud-ovest del continente europeo, nella fascia orientale della catena montuosa dei Pirenei, confinante con la Spagna e la Francia. Con una superficie di 468 km², è il sesto paese più piccolo d'Europa e anche il più grande dei microstati europei.

## Confini

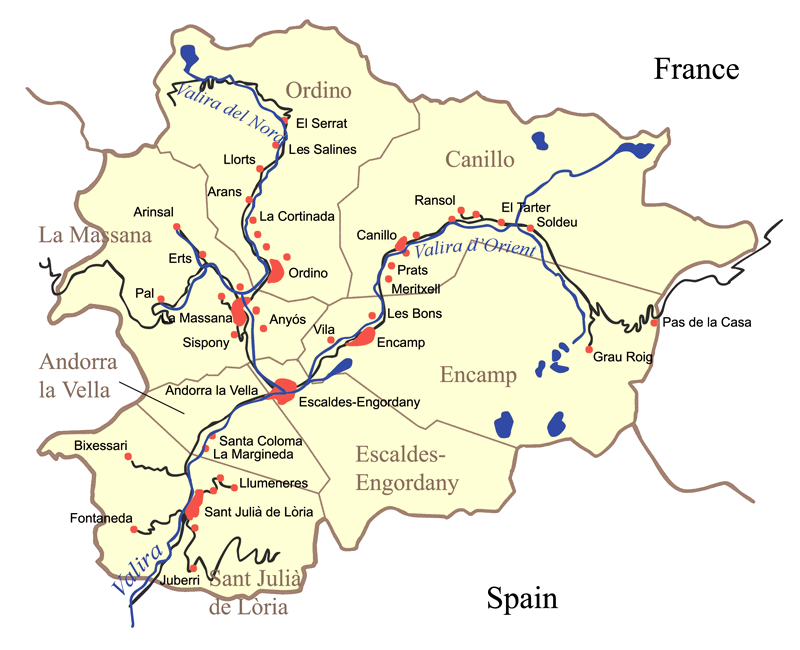
Mappa politica del Principato di Andorra.

Il Principato di Andorra ha un perimetro totale di 120,3 km.
Confina con la Spagna (a sud e a ovest) per 63,7 km e con la Francia (a nord, ad est e per un piccolo pezzo a ovest) per 56,6 km. Non si affaccia sul mare. Tutte le parrocchie di Andorra confinano o con la Francia o con la Spagna.

## Territorio
Il Principato di Andorra ha una superficie di 468 km², prevalentemente montuoso.

### Orografia

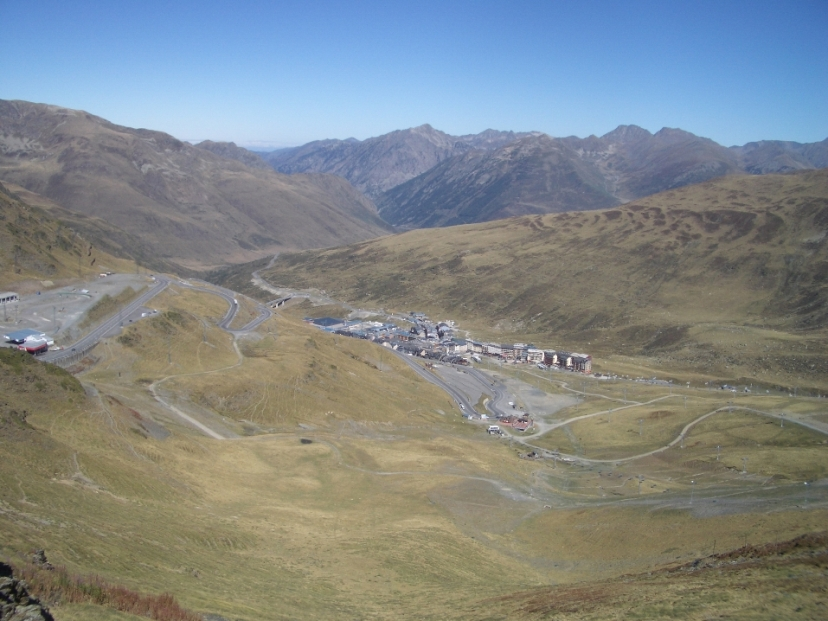
Il Pas de la Casa visto dal Colle d'Envalira in direzione della Francia

Il 100% del territorio è montuoso: l'altitudine media è di ben 1.996 m. Il punto di altitudine minore è Riu Runer 840 m mentre quello di altitudine maggiore è la cima del Coma Pedrosa a 2.942m, nel nord-ovest di Andorra e vicino al confine francese e spagnolo. In tutto, nel Principato ci sono più di 67 cime.

#### Cime
Le principali cime lungo il confine francese sono: il Pic de Medecourbe alto 3.344 m, il Pic de Cataperdis alto 2.805 m, il Pic de Tristaina alto 2.878 m, il Pic de Font Blanca alto 2.903 m, il Pic de Siguer alto 2.903 m, il Pic de la Serrera alto 2.914 m, il Pic d’Andorat alto 2.730 m, Il pic de Noè alto 2.737 m, il Pic de la Cabaneta alto 2.818 m, il Roc Mele alto 2.811 m
Le principali cime lungo il confine spagnolo sono: il Coma Pedrosa alto 2.942 m,  il Port de Cabus alto 2.301 m, il Pic dels Llacs alto 2.692 m, il Pic Negre alto 2.665 m, il Torre dels Soldats alto 2.761 m, Pic de la Portelleta alto 2.905 m
Le principli cime lungo il confine franco-spagnolo sono: il Pic d’Envallira, alto 2.825 m, il Pic dels Pessons, alto 2.865 m, il Pic de Estanyò alto 2.915 m

### Idrografia

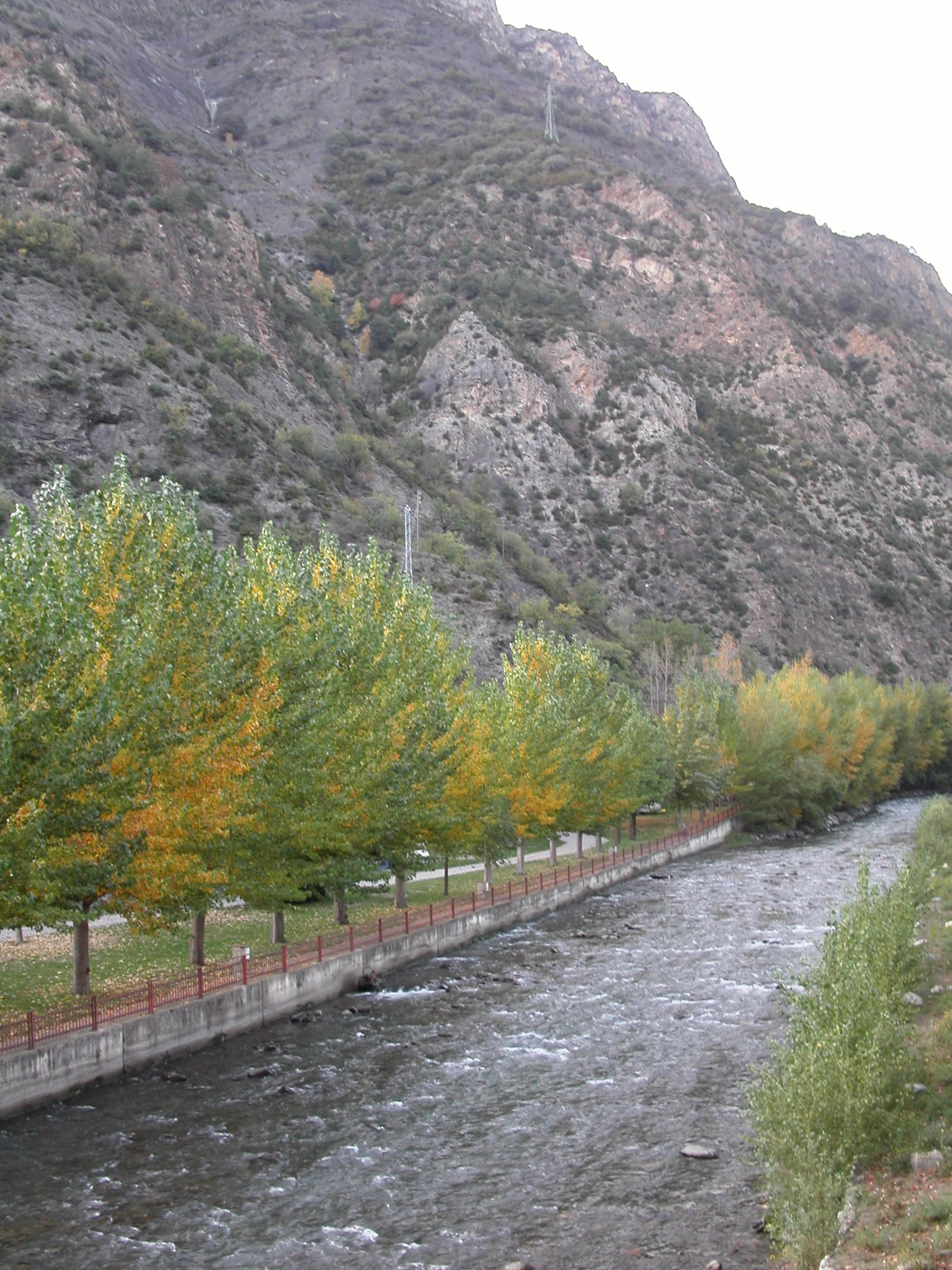
La Valira.

I torrenti e i ruscelli di Andorra sono quasi tutti affluenti della Valira, il fiume principale che esce dal paese da sud e oltrepassa il confine spagnolo. La Valira ha due affluenti principali: la Valira del Nord e la Valira d'Oriente, che si uniscono alla Valira nella capitale del Principato Andorra La Vella.
La Valira del Nord è l'affluente di nord-ovest della Valira. Attraversa El Serrat, Les Salines, Arans, La Cortinada, Sornàs, Ordino, La Massana (in questa località incontra il fiume Tristaina) e, infine, ad Andorra La Vella incontra la Valira d'Oriente, formando la Valira.
La Valira d'Oriente è l'affluente di nord-est della Valira. Attraversa Grau Roig, Soldeu, Canillo, Encamp, Les Escaldes e, infine, ad Andorra La Vella incontra i fiumi Madriu e poi la Valira del Nord, formando la Valira.
Andorra ha 172 laghi. Il più grande è l'Estanys de Juclar (23 ettari), vicino al Pic de Noé nel nord-est del Paese.

## Clima
Il clima di Andorra varia notevolmente con l'altezza. Le valli hanno un clima simile a quello temperato, ma a causa della maggiore elevazione, gli inverni tendono ad essere più freddi, l'umidità inferiore e le estati leggermente più fresche. Le regioni al di sopra del limite del bosco alpino (a circa 2.100-2.400 m) hanno un clima alpino e la tundra alpina. La neve copre completamente le valli settentrionali del Principato per diversi mesi all'anno. Ci sono, in media, 300 giorni all'anno di sole.

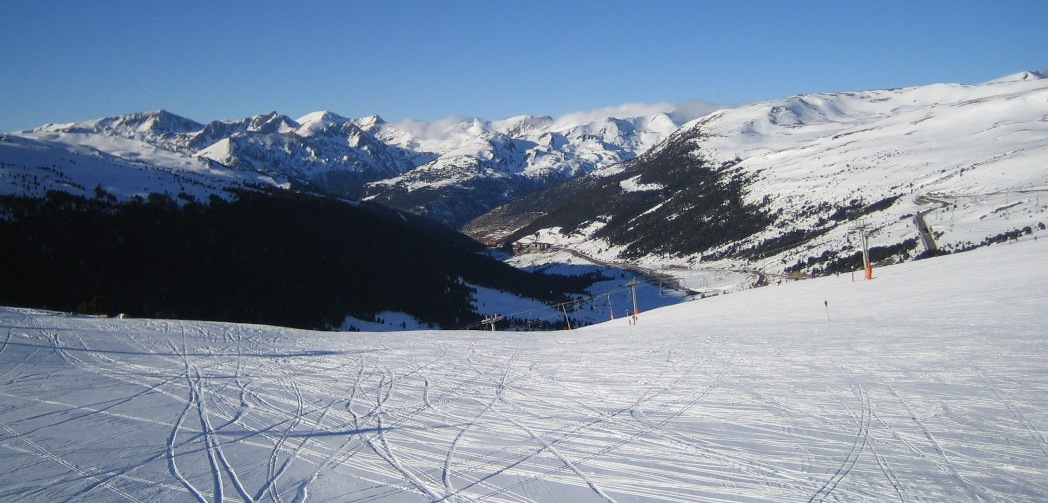
Il massiccio del Grau Roig innevato nei mesi invernali.

La temperatura media annuale varia dagli 11 °C di Sant Julià de Lòria nel sud del Paese, agli 8 °C di La Massana nel centro della nazione e ai 2 °C di Arcalís, nel nord del Paese. Le temperature medie giornaliere di Escaldes-Engordany sono di 28 °C di massima e 15 °C nel mese di luglio, 11 °C e -2 °C nel mese di gennaio di minima.
La piovosità media annua è di 1,071.9 millimetri per l'intero Paese, ma varia di località in località, aumentando con l'elevazione e andando da sud a nord. La parrocchia più secca dello Stato è quella di Sant Julià de Lòria (31.5 mm all'anno) nel sud, mentre la più piovosa è quella di Canillo (43.3 in anno) nel nord. Le precipitazioni annuali possono superare i 1.220 millimetri nelle zone montuose più alte. I mesi più secchi tendono ad essere quelli di gennaio e febbraio mentre i più piovosi sono maggio, giugno e novembre. Durante i mesi estivi, ci sono pochissimi giorni di pioggia, ma la pioggia può essere molto intensa perché associata a temporali.

## Le risorse naturali
Giacimenti minerari di ferro, piombo, allume e pietre da costruzione sono tra le risorse più sfruttate di Andorra, anche se l'economia dipende in misura molto maggiore dal turismo. Il terreno montuoso attira circa 13 milioni di turisti ogni anno appassionati di sci ed escursioni, portando, assieme alle spese per altre attività (soprattutto lo shopping), a un totale di 2.831.000€ arrivati nelle casse degli andorrani nel 2016. Il maggior numero di visitatori proviene dalla Spagna (10.743.201 di visitatori nel 2007) e dalla Francia (3.723.869 di visitatori nel 2007). È anche una destinazione per turisti britannici.

## Terremoti

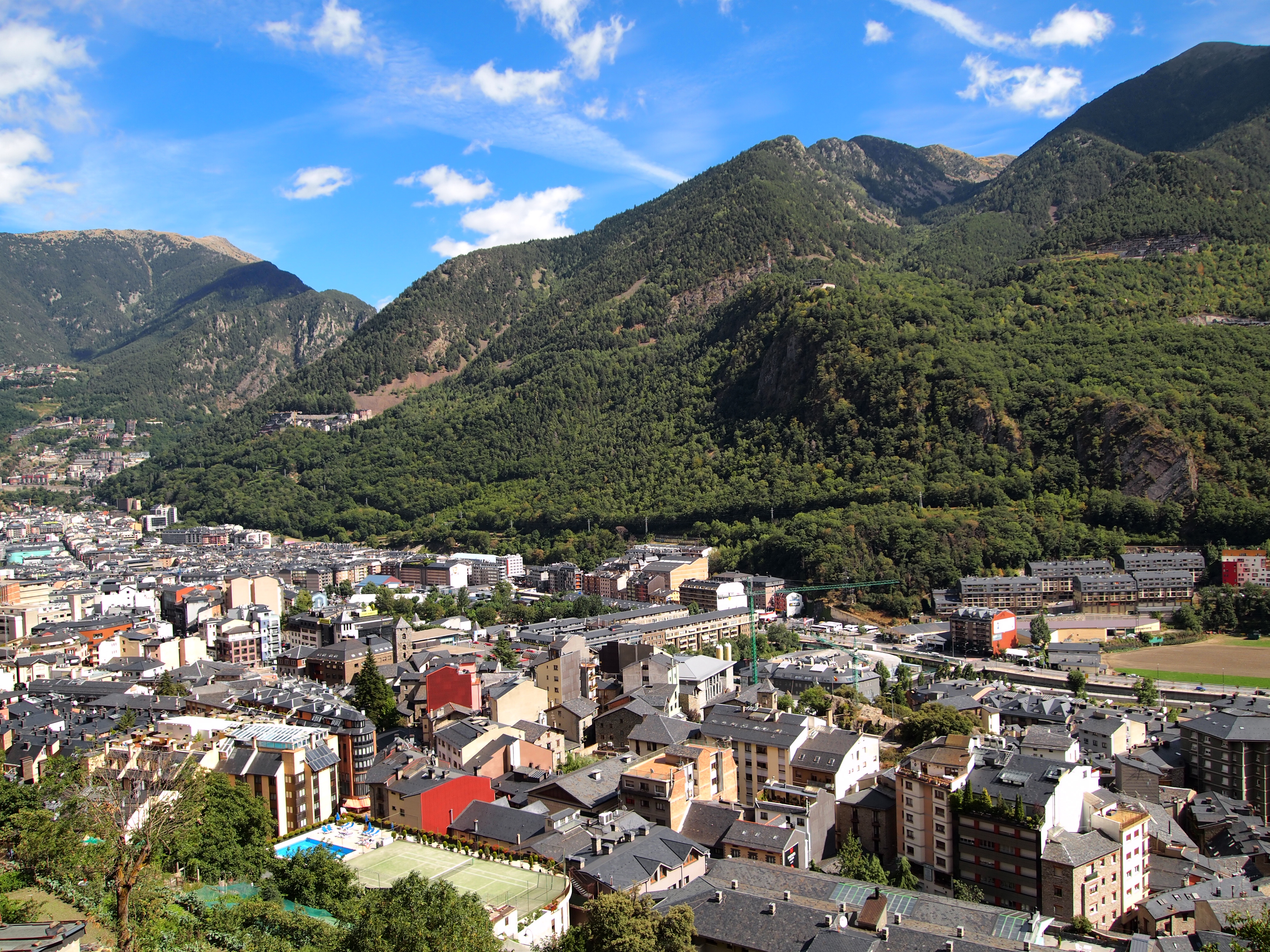
Andorra la Vella vista dalle montagne circostanti

Frequenti sono i terremoti nei Pirenei e nella Catalogna e talvolta distruttivi. Il più grande sisma nella storia del Principato fu il terremoto del 1428 con una magnitudo stimata a 6,0 - 6,5 gradi della scala Richter. Tuttavia, i terremoti i cui epicentri sono dentro Andorra tendono ad essere inferiori al magnitudo 2. Un terremoto di magnitudo 4,2 della scala Richter è stato registrato il 5 ottobre 1999 a Banheras-de-Luishon ed è stato ampiamente avvertito in Andorra, provocando allarme e panico.

## Punti estremi
Latitudine e longitudine
- Nord: Basers de Font Blanca (42°39′17″N 1°33′04″E)
- Sud: Conangle - Runer Riu (42°25′43″N 1°31′02″E)
- Ovest: Coll de l'Aquell (42°29′11″N 1°24′32″E)
- Est: Riu de la Palomera - Riu Arièja (42°34′26″N 1°47′10″E)

Altitudine
- Punto più alto: Pic del Comapedrosa, 2,942 m (42°35′N 1°27′E)
- Punto più basso: Conflent del riu Runer, 840 m (42°26′N 1°29′E)

Centro
- Centro: vicino a Encamp (42°32′30″N 1°35′51″E)